# 越生自動車学校
越生自動車学校（おごせじどうしゃがっこう）は、株式会社一川工業越生自動車学校が運営する埼玉県越生町上野に所在する埼玉県公安委員会指定の自動車教習所である。休校日は原則的に月曜日である。
越生町、毛呂山町など周辺の高校や大学に通う生徒が数多く通っている。

## 取得可能な免許
- 普通自動車免許
- 普通自動二輪車免許

## 特徴

### 立地
武蔵越生高等学校、一川学園に隣接している住宅地内にあり、区画街路や特殊街路が整備されている。

### 教習コース
路上教習で使用する主な道路
- 関越自動車道 鶴ヶ島IC - 花園IC
- 埼玉県道30号飯能寄居線
- 埼玉県道30号バイパス飯能寄居線
- 埼玉県道39号川越坂戸毛呂山線

## 交通
- 東武越生線武州唐沢駅より徒歩5分

## 系列校
- 学校法人一川学園
  - 清和学園高等学校
  - 越生自動車大学校
- 学校法人越生学園
  - 武蔵越生高等学校